# John King
John King, född 1960, brittisk författare, som skrivit boken The Football Factory. Boken har även blivit en populär film som har samma namn.